# Vilanova de Arousa
Vilanova de Arousa – gmina w Hiszpanii, w prowincji Pontevedra, w Galicji, o powierzchni 33,65 km². W 2011 roku gmina liczyła 10 590 mieszkańców.